# 오피셜 엑스박스 매거진
오피셜 엑스박스 매거진(영어: Official Xbox Magazine)은 2001년 11월부터 발간된 월간 비디오 게임 잡지이다. 이 잡지는 번들로 게임 체험판, 예고편 및 미리 보기, 그 외 엑스박스 업데이트와 사진 같은 컨텐츠를 디스크에 담아 제공하고 있다.
오피셜 엑스박스 매거진은 엑스박스 게임의 프리뷰, 리뷰, 치트 코드 등의 내용을 담고 있다. 2005년 11월 22일 엑스박스 360이 출시되던 날, 이 잡지는 엑스박스 360 게임 리뷰, 프리뷰, 그리고 엑스박스 360 호환 게임을 데모 디스크에 포함하기 시작했다. 오피셜 엑스박스 매거진은 모든 엑스박스, 엑스박스 360, 엑스박스 라이브 아케이드 게임, 그리고 다운로드 가능 컨텐츠나 확장팩을 리뷰했다.